# Luigi Zacco
Luigi Zacco (Modica, 1890 – Balishti-Qifarishtes, 18 novembre 1940) è stato un militare italiano, insignito della medaglia d'oro al valor militare durante la seconda guerra mondiale.

## Biografia
Luigi Zacco nasce a Modica, un comune della provincia di Ragusa, nel 1890.
Con il grado di sottotenente, parte per la Tripolitania, dove partecipa alla conquista della Libia del 1911 - 1912.
Viene richiamato in Italia alla vigilia della Grande Guerra, dove viene promosso al grado di tenente ed assegnato alla Brigata "Marche" del 56º Reggimento Fanteria, per poi arrivare al fronte nei dintorni di Opacchiasella: lì, nel settembre del 1916, durante un assalto condotto da quattro battaglioni della "Marche", viene gravemente ferito al piede dallo scoppio di una granata nemica. Sebbene intenzionato a proseguire l'assalto assieme ai suoi uomini, fu costretto a farsi medicare e a ricoverare. Venne insignito di una Croce di Guerra al Valor Militare, la prima delle sue tre.
Dopo la lunga degenza, seppure il conflitto mondiale si stesse ancora svolgendo, venne nuovamente inviato in Libia, per riconquistare la colonia, che si era ridotta alle sole zone costiere. Lì si guadagnò la seconda Croce di Guerra al Valor Militare, quando nel gennaio del 1919 respinse un attacco di ribelli a Zanzur. Nel 1922 Zacco ritornò in Italia con il grado di maggiore e, dopo esser stato assegnato al 231º Reggimento Fanteria, viene spedito in Africa Orientale, in Somalia, durante la guerra d'Etiopia. In seguito partecipò alle operazioni per la riappacificazione delle ultime tribù ribelli ostili rimaste. Venne poi promosso al grado di tenente colonnello, ed insignito della terza ed ultima Croce di Guerra al Valor Militare.
Terminato eccezionalmente il suo periodo in Africa Orientale, Zacco partì per la Spagna, dove partecipò alla guerra civile ed assegnato al Corpo Truppe Volontarie, per poi partecipare alla missione militare di esperti presso il Governo di Francisco Franco. 
Promosso al grado di colonnello, Zacco partì per l'Albania e fu assegnato all'84º Reggimento Fanteria. Il 14 novembre 1940 i Greci lanciarono la loro offensiva, che causò la linea italiana a cedere ed alle fanterie a ripiegare. Per impedire che venissero travolte del tutto, quattro giorni più tardi Zacco guidò una carica alla baionetta. Proprio quando il contrattacco volgeva nel migliore dei modi, Zacco cadde a terra colpito a morte. Per questa eroica azione, venne insignito della Medaglia d’Oro al Valor Militare alla Memoria.